# 崔仁德
崔仁德（朝鲜语：／ Choe In Dok，1917年（一说1920年）10月14日—2003年8月31日），咸镜南道人（另一说为咸镜北道温城郡）。1937年8月参加中共领导的东北抗日联军第2军6师，任金日成部传令兵、排长，1937年11月加入中国共产党。后随部队退入苏联境内，被编入苏联远东方面军独立第88步兵旅1营。
1945年8月回国，崔仁德于1950年朝鲜战争爆发后任人民军第3师第16团团长。1970年10月晋升中将，同年11月在劳动党五大上当选为中央委员。1972年9月任人民军东海岸防御司令官，1975年1月任人民军第1军军长，1978年9月晋升上将，任人民军咸兴防御司令官。1980年10月在劳动党六大上当选为中央委员。1982年4月任金日成军事综合大学校长。1987年7月晋升大将。1992年4月晋升次帅。2003年8月31日逝世。
1970年11月、1992年4月两次被授予朝鲜民主主义人民共和国英雄称号， 1967年11月、1972年12月、1977年11月、1982年2月、1986年11月、1990年4月、1998年9月先后七次当选为最高人民会议议员。
1. ↑  . 韩联社朝鲜人物档案.   [2022-09-07]. （原始内容存档于2022-09-15） （韩语）.